# تیگموناستی

گل قهر و آشتی در وضعیت معمولی و لمس شده.

تیگموناستی (به انگلیسی: Thigmonasty)، پاسخ تنجش گیاه به لمس یا ارتعاش است. نمونه‌های بارز تیگموناستی شامل بسیاری از گونه‌های زیرخانواده باقلاییان، گیاهان گوشت‌خوار فعال مانند ونوس مگس‌خوار و طیف گسترده‌ای از مکانیسم‌های گرده‌افشانی است.